# Malenka murvoshi
Malenka murvoshi is een steenvlieg uit de familie beeksteenvliegen (Nemouridae). De wetenschappelijke naam van de soort is voor het eerst geldig gepubliceerd in 2010 door Baumann & Kondratieff.